# (14056) Kainar
(14056) Kainar (1996 AO1) – planetoida z pasa głównego asteroid okrążająca Słońce w ciągu 3,7 lat w średniej odległości 2,39 j.a. Odkryta 13 stycznia 1996 roku.